# Montabone
Montabone (Montabon in piemontese) è un comune italiano di 306 abitanti della provincia di Asti in Piemonte.

## Storia
La diocesi di Acqui mantenne il controllo dell'abitato dall'XI secolo al 1164, anno in cui l'imperatore Federico Barbarossa lo infeudò e lo consegnò ai marchesi del Monferrato. Al tempo della dinastia dei Paleologi, con la sconfitta subita da Gian Giacomo Paleologo da parte di Amedeo VIII di Savoia con l'obiettivo di fermare le mire espansionistiche monferrine, il paese passò sotto il controllo sabaudo, per poi essere ceduto alle famiglie Della Rovere-Bistagno e Caccia, provenienti da Acqui Terme.
Il pittore Guglielmo Caccia, detto il Moncalvo (città dove morì, nel 1625), nacque qui nel 1568. I componenti di un ramo della famiglia Cazzola diventarono consignori di Montabone.

### Simboli
Lo stemma e il gonfalone del comune di Montabone sono stati concessi con decreto del presidente della Repubblica del 17 ottobre 1961.
Il gonfalone è un drappo partito di bianco e di azzurro.

## Società

### Evoluzione demografica
Abitanti censiti

## Amministrazione
Di seguito è presentata una tabella relativa alle amministrazioni che si sono succedute in questo comune.
| Periodo        | Periodo        | Primo cittadino           | Partito                          | Carica  | Note  |
| -------------- | -------------- | ------------------------- | -------------------------------- | ------- | ----- |
| 9 luglio 1985  | 24 maggio 1990 | Riccardo Pillone          | Democrazia Cristiana             | Sindaco | [ 8 ] |
| 24 maggio 1990 | 24 aprile 1995 | Riccardo Pillone          | Democrazia Cristiana             | Sindaco | [ 8 ] |
| 24 aprile 1995 | 14 giugno 1999 | Riccardo Pillone          | centro                           | Sindaco | [ 8 ] |
| 14 giugno 1999 | 14 giugno 2004 | Riccardo Pillone          | lista civica                     | Sindaco | [ 8 ] |
| 14 giugno 2004 | 8 giugno 2009  | Giuseppe Maurizio Aliardi | lista civica                     | Sindaco | [ 8 ] |
| 8 giugno 2009  | 26 maggio 2014 | Giuseppe Maurizio Aliardi | lista civica                     | Sindaco | [ 8 ] |
| 26 maggio 2014 | 27 maggio 2019 | Giovanni Giuseppe Gallo   | lista civica Lavoro Fede Libertà | Sindaco | [ 8 ] |
| 27 maggio 2019 | 10 giugno 2024 | Giovanni Giuseppe Gallo   | lista civica Lavoro Fede Libertà | Sindaco | [ 8 ] |
| 10 giugno 2024 | in carica      | Giuseppe Maurizio Aliardi | lista civica Lavoro Fede Libertà | Sindaco | [ 8 ] |